# Mrkovica
Mrkovica (em cirílico: Мрковица) é uma vila da Sérvia localizada no município de Leskovac, pertencente ao distrito de Jablanica, na região de Jablanica. Não havia nenhum habitante na vila segundo o censo de 2002.

## Demografia
| 1948 | 1953 | 1961 | 1971 | 1981 | 1991 | 2002 | 2011 |
| ---- | ---- | ---- | ---- | ---- | ---- | ---- | ---- |
| 277  | 250  | 265  | 257  | 77   | 27   | 14   | 0    |